# Sarrigné
Sarrigné é uma comuna francesa na região administrativa da Pays de la Loire, no departamento de Maine-et-Loire. Estende-se por uma área de 2,97 km². Em 2010 a comuna tinha 837 habitantes (densidade: 281,8 hab./km²).